# Nasu (Tochigi)
Nasu (那須町, Nasu-machi) est un bourg japonais situé dans le district de Nasu, préfecture de Tochigi.

Au 1er avril 2008, la population de la ville est estimée à 26 629 habitants pour une densité de 71,5 personnes par km2. La superficie totale est de 372,31 km2.
La villa impériale de Nasu se trouve dans le bourg.
On y trouve le musée du Cannabis.